# Arco de Triunfo de Narva

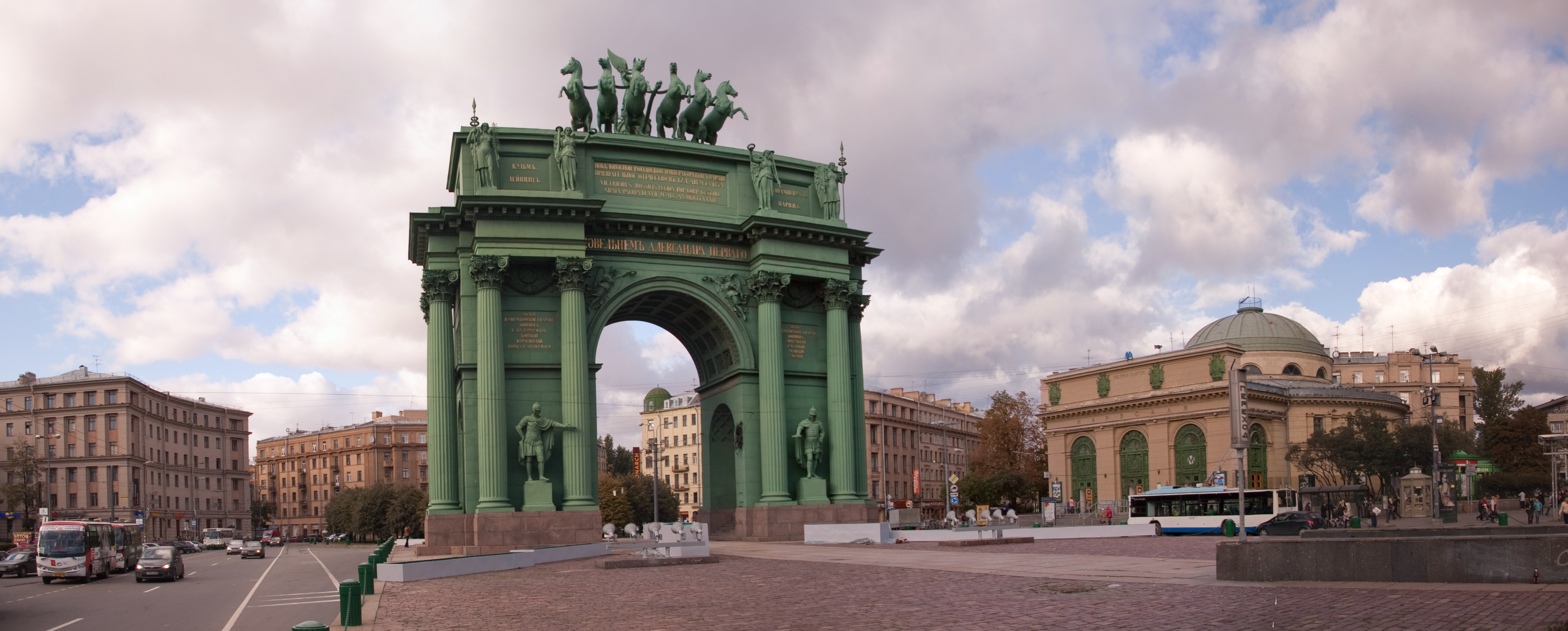
Arco de Triunfo de Narva

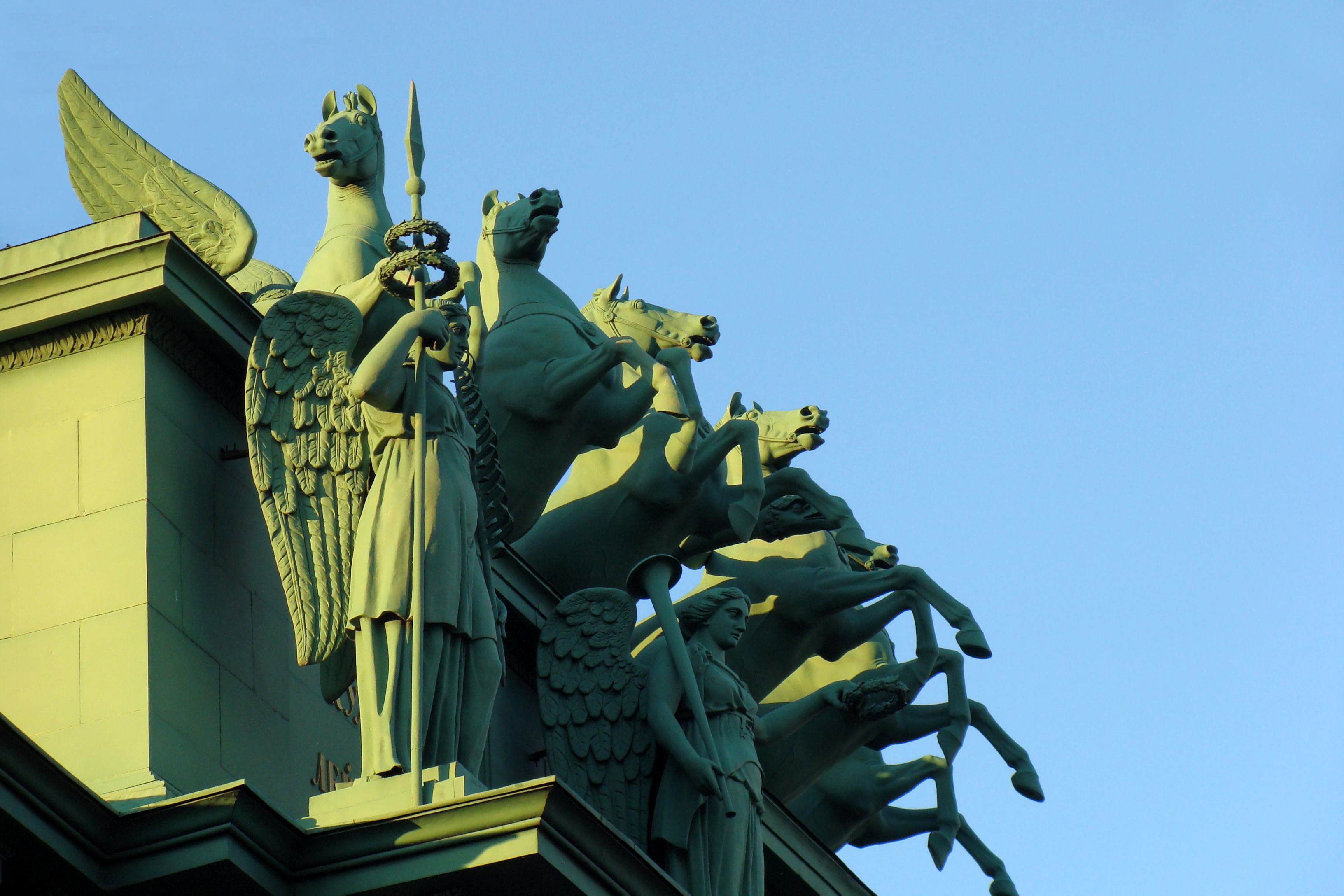
Los seis caballos del carro Nike en la parte superior del arco

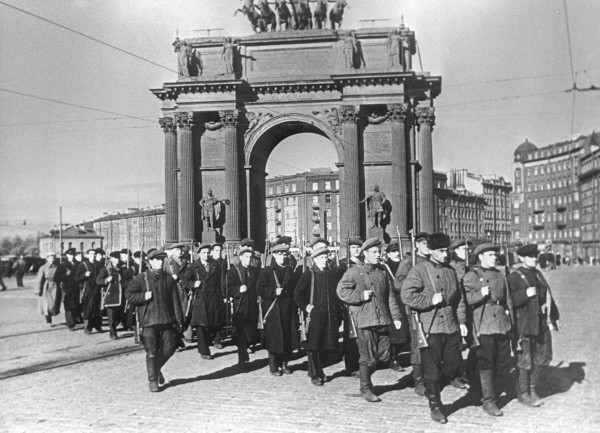
Durante el Sitio de Leningrado de 1942

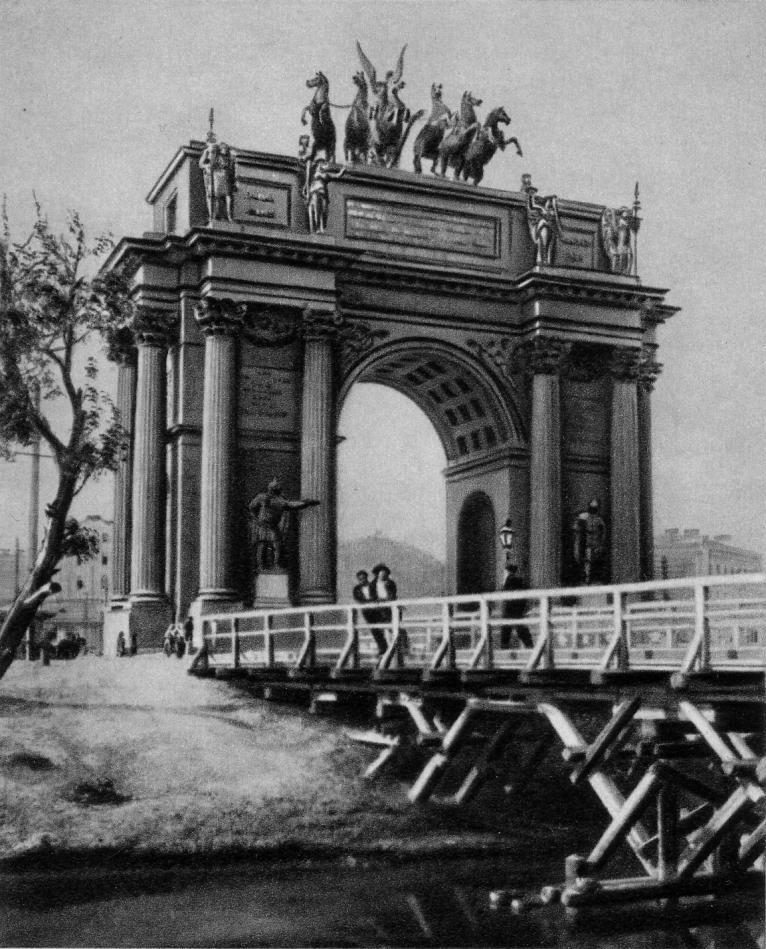
Arco de triunfo de Narva en 1910

El Arco de Triunfo de Narva (en ruso: Нарвские триумфальные ворота) es un monumento erigido en la gran plaza de Narva en San Petersburgo (Rusia) en 1814, para conmemorar la victoria rusa sobre las tropas de Napoleón Bonaparte.
La estructura original fue construida en madera en el camino a Narva, de donde toma el nombre, con el propósito de dar la bienvenida a los soldados que volvían tras su victoria sobre Napoleón. El arquitecto del arco original fue el italiano Giacomo Quarenghi. Se supone que el arco de Narva fue la respuesta al Arco de Triunfo del Carrusel de París, construido originalmente para conmemorar la victoria de Napoleón sobre los aliados en la batalla de Austerlitz, pero el material usado fue un yeso, resistente a la exposición a la intemperie pero poco resistente al paso del tiempo.
Entre 1827 y 1834, Vasili Stasov lo rediseñó y construyó un arco de piedra. Stasov también había erigido una puerta similar en el camino de Moscú a San Petersburgo. Vasili Demut-Malinovski fue el escultor responsable de la decoración escultórica del arco. Las esculturas de Fama ofreciendo coronas de laurel, tal y como es habitual en los arcos de tiempos del Imperio romano, llenan las enjutas del arco central. Niké, la deidad de la victoria en el combate, domina el arco en un carro tirado por seis caballos, conjunto esculpido por Peter Clodt Von Jürgensburg.
En 1989 se abrió un pequeño museo militar en el interior de la parte superior del arco. A principios del siglo XXI la puerta fue restaurada y, según los expertos, se encontraba en muy buenas condiciones en agosto de 2009.